# Georgi Conov
Georgi Conov, talvolta anglicizzato in Tsonov (in bulgaro Георги Цонов?; 2 maggio 1993), è un triplista bulgaro.

## Palmarès
| Anno | Manifestazione            | Sede           | Evento         | Risultato | Prestazione | Note                                     |
| ---- | ------------------------- | -------------- | -------------- | --------- | ----------- | ---------------------------------------- |
| 2010 | Giochi olimpici giovanili | Singapore      | Salto triplo   | Bronzo    | 15,80 m     |                                          |
| 2011 | Europei juniores          | Tallinn        | Salto triplo   | Bronzo    | 15,90 m     |                                          |
| 2012 | Mondiali juniores         | Barcellona     | Salto triplo   | 4º        | 16,10 m     |                                          |
| 2013 | Europei indoor            | Göteborg       | Salto triplo   | 9º (q)    | 16,58 m     | Miglior prestazione personale            |
| 2014 | Europei                   | Zurigo         | Salto triplo   | 14º (q)   | 16,35 m     |                                          |
| 2015 | Europei indoor            | Praga          | Salto in lungo | 20º (q)   | 7,40 m      |                                          |
| 2015 | Europei indoor            | Praga          | Salto triplo   | 5º        | 16,75 m     | Miglior prestazione personale            |
| 2015 | Europei U23               | Tallinn        | Salto triplo   | Argento   | 16,77 m     | Miglior prestazione personale            |
| 2015 | Campionati balcanici      | Pitești        | Salto triplo   | Oro       | 17,01 m     |                                          |
| 2015 | Mondiali                  | Pechino        | Salto triplo   | 16º (q)   | 16,59 m     |                                          |
| 2016 | Europei                   | Amsterdam      | Salto triplo   | 7º        | 16,53 m     | Miglior prestazione personale stagionale |
| 2016 | Giochi olimpici           | Rio de Janeiro | Salto triplo   | 39º (q)   | 15,20 m     |                                          |
| 2017 | Europei indoor            | Belgrado       | Salto triplo   | 8º        | 16,78 m     | Miglior prestazione personale            |
| 2017 | Campionati balcanici      | Novi Pazar     | Salto triplo   | Argento   | 16,62 m     |                                          |
| 2017 | Mondiali                  | Londra         | Salto triplo   | 18º (q)   | 16,53 m     |                                          |
| 2018 | Campionati balcanici      | Stara Zagora   | Salto triplo   | Bronzo    | 16,16 m     |                                          |
| 2019 | Campionati balcanici      | Pravec         | Salto triplo   | Oro       | 17,03 m     |                                          |
| 2019 | Mondiali                  | Doha           | Salto triplo   | 21º (q)   | 16,61 m     |                                          |
| 2021 | Europei indoor            | Toruń          | Salto triplo   | 11º (q)   | 16,16 m     |                                          |